# Георгій I Багратіоні
Георгій I Багратіоні (998-1027) — цар Картлі, Кахетії та Абхазії з 1014 до 1027 року. Походив з династії Багратіоні. Царював після свого батька Баграта III.

## Життєпис
Стосовно ранніх років Георгія відомостей мало. Він почав правити одразу після свого батька. Георгій I називав себе Царем абхазів та грузин. Спочатку Георгій займався придушенням заколотів проти своєї влади, йому довелося придушити рухи сепаратистів.
Проте основні зусилля Георгія I були спрямовані на протистояння Візантії. Для цього було укладено військову угоду з фатимідським халіфом — Аль-Хакімом (996-1021). Об'єднані сили фатимідів та грузинів змусили візантійського імператора Василя II відмовитись від нападу на державу Георгія I Багратіоні.
Після смерті Аль-Хакіма візантійські війська вторглись до Грузії. Війна тривала до 1023 року, коли війська Візантії зламали грузинську армію. Георгій I був змушений віддати південно-західні землі Грузії та відправити заручником до Константинополя свого сина Баграта. Після цього мирні відносини зберігались до смерті Василя II 1025 року.
Георгій I збирався відвоювати втрачені землі, коли раптово помер у Тріалеті 16 серпня 1027 року, його поховано в соборі Баграта в Кутаїсі.